# Sesto Bruscantini
Sesto Bruscantini (Civitanova Marche, 10 de diciembre de 1919-Civitanova Marche, 4 de mayo de 2003) fue un bajo y barítono italiano.

## Biografía
Desde muy joven manifestó su gran talento teatral recitando el Minuetto de Luigi Boccherini con sólo 8 años, para después cantar en la "Geisha" de Sidney Jones (en el papel de Wun-Hi) en la primavera de 1939, en el teatro “Beniamino Gigli” de Civitanova Marche. Su verdadero debut en el mundo de la ópera se produjo en el verano de 1946, de nuevo en su ciudad natal, en una "Boheme", en la que interpretaba el rol de Colline, junto a Mafalda Favero, Emma Raggi y Mariano Stronati, bajo la dirección de Olivio Secchiaroli. Ese mismo año, una audición en casa de Beniamino Gigli permitió presagiar su brillante futuro. 
A continuación se perfeccionó en la escuela de canto del Teatro de la ópera con el maestro Luigi Ricci, y en 1949 ganó el “Torneo para jóvenes cantantes líricos”, iniciando un periodo de intensa colaboración con la recién nacida Rai (Radiotelevisión Italiana). Debutó en la Scala en marzo de 1949, con "Il matrimonio segreto" de Domenico Cimarosa, comenzando así una importante carrera de más de 40 años en activo en la que participó en algunos importantes sucesos musicales:por ejemplo, la primera representación moderna de "Il Turco in Italia" de Gioachino Rossini (el 22 de octubre de 1950, en el Teatro Argentina de Roma, dirigido por Gianandrea Gavazzeni) junto a Maria Callas y Mariano Stabile y la Gala del centenario del “Metropolitan Opera House” de Nueva York el (23 de octubre de 1983).
Su carrera internacional comenzó en el Festival de Glyndebourne en 1951, imponiéndose como intérprete mozartiano comenzando de esta forma su carrera de cantante cómico, en la que destacan papeles como el Dandini de "Cenerentola" de Gioachino Rossini o el Selim de la ya citada "Il Turco in Italia". Aplaudido por la crítica resultó también su Fígaro de “Le nozze di Figaro”, destacó también como barítono belcantista y dramático, destacando en estos aspectos en roles como el Alfonso XI de "La favorita" de Gaetano Donizetti, Zurga, de "Les pêcheurs de perles" de Georges Bizet y una gran cantidad de personajes verdianos: de Rigoletto a Germont; de Fra’ Melitone a Falstaff…
Estuvo casado con la soprano austríaca Sena Jurinac.

## Voz y estilo
Su voz era extremadamente dúctil y elegante, con una línea de canto de gran clase que le duró muchos años, además de una extraordinaria presencia escénica. Esto le ha permitido asumir repertorios muy dispares (del "Combattimento di Tancredi e Clorinda" de Claudio Monteverdi de 1624, a la modernidad del Edipo rey (ópera) de Ígor Stravinski, pasando por las "Cantatas" bachianas y la música de concierto de muy diversos estilo).

## Repertorio
- Giuseppe Verdi
  - Rigoletto
  - La traviata
  - Don Carlo
  - Falstaff
  - La forza del destino
- Giacomo Puccini
  - La bohème
- Gioachino Rossini
  - Il turco in Italia
  - L'italiana in Algeri
  - Il barbiere di Siviglia
  - La Cenerentola
- Wolfgang Amadeus Mozart
  - Don Giovanni
  - Le nozze di Figaro
- Gaetano Donizetti
  - La favorita
  - L'elisir d'amore
- Georges Bizet
  - Les pêcheurs de perles
- Giovanni Battista Pergolesi
  - La serva padrona
- Domenico Cimarosa
  - Il matrimonio segreto
- Claudio Monteverdi
  - Il Combattimento di Tancredi e Clorinda
- Ígor Stravinski
  - Edipo rey